# Tiki

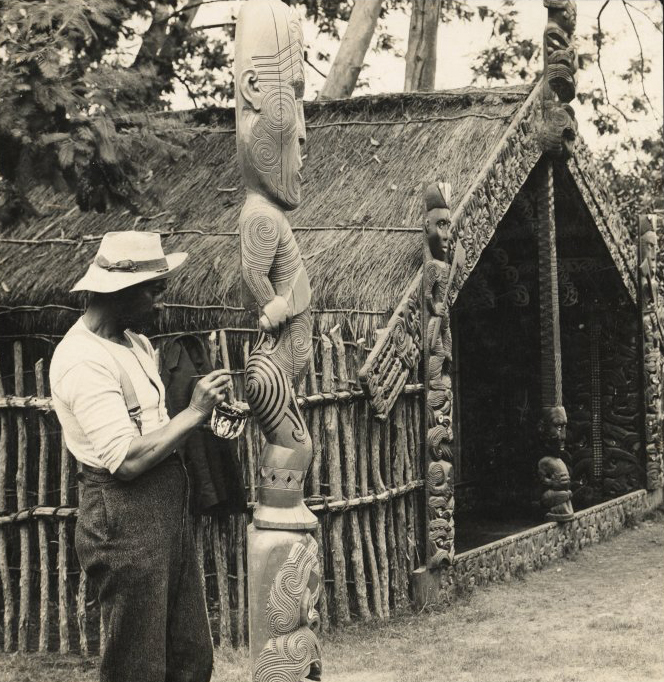
Un hombre maorí retoca el tatuaje de un tiki de madera en Whakarewarewa Model Village, Nueva Zelanda, 1905.

Tiki es el nombre que se da en las culturas de Polinesia Central en el océano Pacífico a estatuas de gran tamaño con forma humana. A menudo son usadas para delimitar lugares sagrados. La palabra tiki se usa como tal en maorí de Nueva Zelanda, maorí de Islas Cook, tuamotuano y marquesano; como ti'i en tahitiano y como ki'i en hawaiano. La palabra no se conoce en los idiomas de la Polinesia Occidental o en Rapanui (isla de Pascua).

## Cultura

### Mitología
En la mitología maorí, Tiki es el primer hombre creado por Tūmatauenga o Tāne. Encontró a la primera mujer, Marikoriko, en un estanque; ella lo sedujo y él se convirtió en el padre de Hine-kau-ataata. Por extensión, un tiki es una talla en madera, pounamu u otra piedra en forma humana, notablemente usado en el cuello como un hei-tiki, aunque este es un uso algo arcaico en el idioma maorí. Los Hei-tiki a menudo se consideran taonga, especialmente si son antiguos y han sido heredados a lo largo de múltiples generaciones. Tallados similares a ngā tiki y que llegan a representar antepasados deificados se encuentran en la mayoría de las culturas polinesias. A menudo sirven para marcar los límites de sitios sagrados o significativos. La palabra tiene cognados en otros idiomas polinesios, como tiʻi en tahitiano y kiʻi en hawaiano. En el mundo occidental, la cultura tiki, un movimiento inspirado en diversas culturas del Pacífico, se ha vuelto popular en los siglos XX y XXI.

### Religión
En las tradiciones de la costa oeste de la Isla Sur de Nueva Zelanda, el primer humano es una mujer creada por Tāne, dios de los bosques y de los pájaros. Usualmente su nombre es Hine-ahu-one. En otras leyendas, Tāne hace al primer hombre, Tiki, y luego hace una esposa para él. En algunas versiones de la costa oeste, el propio Tiki, como hijo de Rangi y Papa, crea al primer humano mezclando su propia sangre con arcilla, y Tāne luego hace a la primera mujer. A veces Tūmatauenga, el dios de la guerra, crea a Tiki. En otra historia, la primera mujer es Mārikoriko. Tiki se casa con ella y su hija es Hine-kau-ataata.: 151–152  En algunas tradiciones, Tiki es el pene de Tāne.: 510–511  De hecho, Tiki está fuertemente asociado con el origen del acto reproductivo.
En una historia de Tiki entre las muchas variantes, Tiki estaba solo y anhelaba compañía. Un día, al ver su reflejo en un charco, pensó que había encontrado un compañero, y se lanzó al charco para atraparlo. La imagen se rompió y Tiki quedó decepcionado. Se quedó dormido y cuando despertó vio el reflejo de nuevo. Cubrió el charco con tierra y dio a luz a una mujer. Tiki vivió con ella en serenidad, hasta que un día la mujer se emocionó al ver una anguila. Su excitación pasó a Tiki y se produjo el primer acto reproductivo.

### Nombres y epítetos

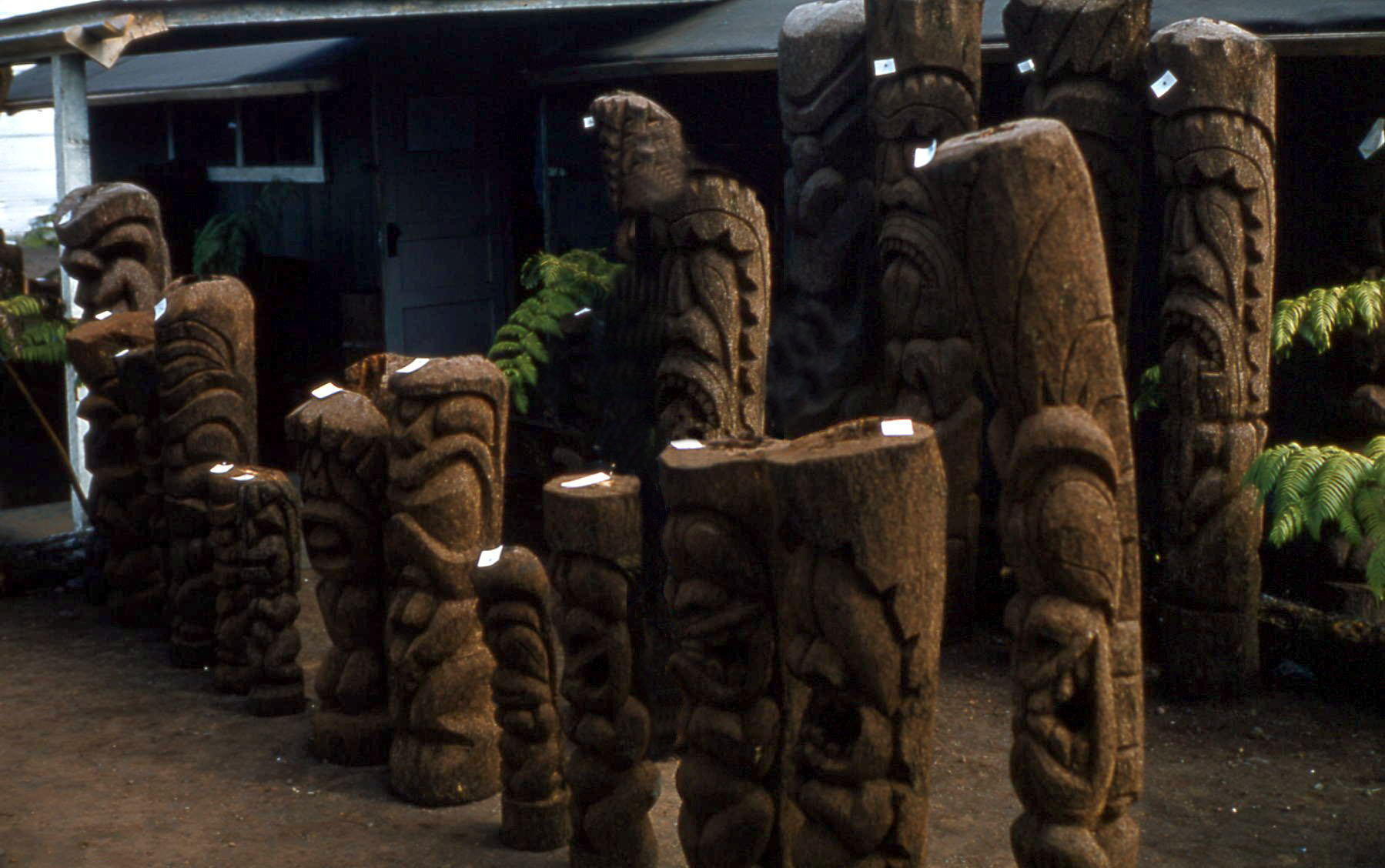
Tienda de estatuas tiki, Hawái, alrededor de 1959

John White nombra varios Tiki o quizás manifestaciones de Tiki en la tradición maorí:: 142 
- Tiki-tohua, el progenitor de los pájaros[10]
- Tiki-kapakapa, el progenitor de los peces y de un pájaro, el tūī[11]
- Tiki-auaha, el progenitor de la humanidad
- Tiki-whakaeaea, el progenitor del kūmara.

### En otras partes de la Polinesia
La palabra aparece como tiki en maorí de Nueva Zelanda, idioma maorí de las Islas Cook, tuamotuan y marquesano; como tiʻi en tahitiano y como kiʻi en hawaiano. La palabra no se ha registrado en los idiomas de la Polinesia occidental ni en el idioma rapanui.
- En las tradiciones hawaianas, el primer hombre fue Kumuhonua. Fue creado por Kāne, o por Kāne, Kū y Lono. Su cuerpo fue hecho mezclando tierra roja con saliva. Fue hecho a semejanza de Kāne, quien llevó la tierra de la que el hombre fue hecho desde los cuatro rincones del mundo. Una mujer fue hecha de una de sus costillas.[5]: 511  Kanaloa estaba observando cuando Kāne hizo al primer hombre, y él también hizo un hombre, pero no pudo darle vida. Kanaloa entonces le dijo a Kāne: "Tomaré a tu hombre, y él morirá". Y así la muerte llegó a la humanidad.[5]: 151
- En Tahití, Tiʻi fue el primer hombre, y fue hecho de tierra roja. La primera mujer fue Ivi, que fue hecha de uno de los huesos (ivi) de Tiʻi.[5]: 151
- En las Islas Marquesas, hay varias versiones. En una leyenda, Atea y su esposa crearon a la gente. En otra tradición, Atanua y su padre Atea dieron origen a los humanos.[5]: 151
- En las Islas Cook, las tradiciones también varían. En Rarotonga, Tiki es el guardián de la entrada a Avaiki, el inframundo. Se le hacían ofrendas como regalos para el alma que partía de alguien que está muriendo. En Mangaia, Tiki es una mujer, la hermana de Veetini, la primera persona en morir de muerte natural. La entrada a Avaiki (el inframundo) se llama "el abismo de Tiki".[5]: 151